# Абдель Хакім Абдалла
Абдель Хакім Абдалла (фр. Abdel Hakim Abdallah, нар. 18 серпня 1997, Труа) — коморський футболіст, захисник клубу «Родез» та національної збірної Коморських Островів. Виступав також за клуби «Тур» та «Гренобль».

## Клубна кар'єра
Абдель Хакім Абдалла народився 1997 року у французькому місті Труа, та є вихованцем місцевого футбольного клубу «Труа». У 2015 році розпочав виступи на футбольних полях у другій команді клубу «Труа», а в 2017—2018 роках грав у складі основної команди клубу. У 2018 році керівництву клубу віддало коморця в оренду до клубу «Тур», де футболіст грав до 2019 року, та був одним із гравців основного складу команди.
У 2019 році Хакім Абдалла на умовах постійного контракту перейшов до клубу «Гренобль», у якому футболіст грав до 2022 року. У 2022 року коморський футболіст перейшов до складу клубу Ліги 2 «Родез». Станом на 25 листопада 2024 року відіграв за команду з Родеза 85 матчів у національному чемпіонаті.

## Виступи за збірну
У 2017 року дебютував у складі національної збірної Коморських Островів. Станом на лютий 2025 року зіграв у складі національної збірної 17 матчів, у яких забитими м'ячами не відзначився.